# Zhongnanhai

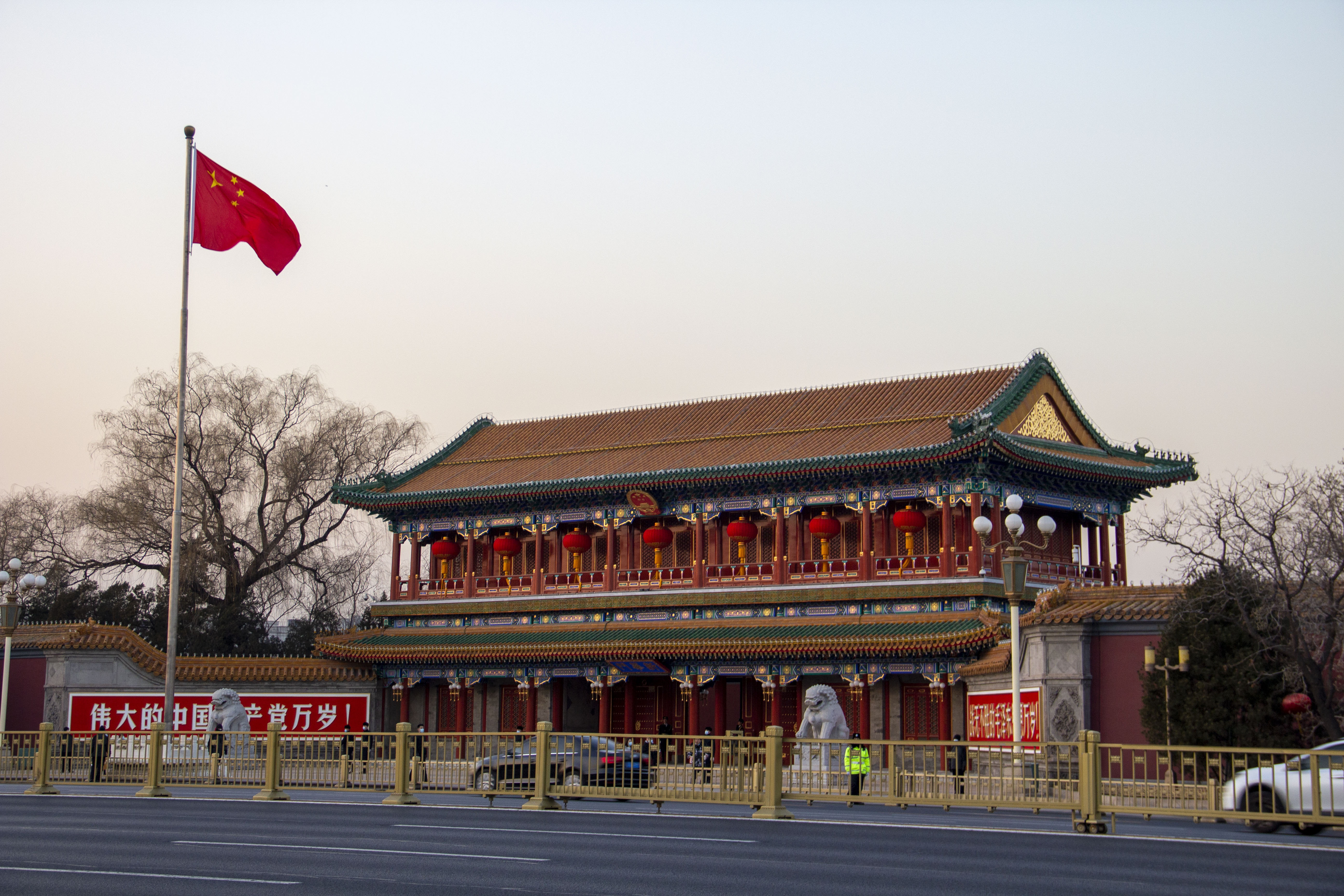
Zhongnanhai: Xinhua-Tor

Zhongnanhai (chinesisch 中南海, Pinyin Zhōngnánhǎi) ist ein um zwei Seen herumgruppierter Park- und Gebäudekomplex in Peking, der als Hauptquartier der  Kommunistischen Partei Chinas wie auch der Regierung der Volksrepublik China dient.

## Lage und Ausstattung
Das allseitig von schwer bewachten Mauern und Toren umgebene Areal befindet sich westlich des Kaiserpalastes. Es erstreckt sich rund um die zwei namensgebenden Seen, den Nanhai („Südlicher See“) und den Zhonghai („Mittlerer See“). Der nördlich gelegene Beihai indes befindet sich außerhalb des Geländes und ist der Öffentlichkeit als Erholungspark zugänglich.
Der Haupteingang zum Zhongnanhai befindet sich in der südlich davon verlaufenden West Chang’an Avenue. Das Xinhuamen, das „Tor des neuen China“, wird umrahmt von den Parolen „Lang lebe die Kommunistische Partei“ und „Lang lebe der unbesiegbare Maoismus“. Auf der traditionellen Geistermauer hinter dem Tor steht die Devise „Dem Volke dienen!“ in der Originalhandschrift Mao Zedongs.

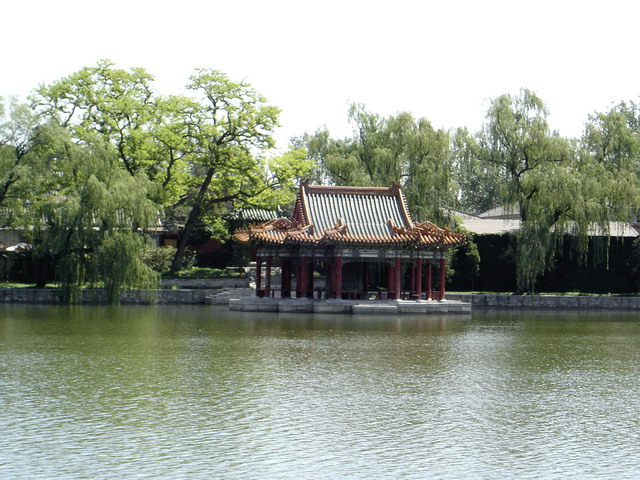
Seepavillon

An den Ufern der Seen befinden sich zahlreiche Bauten. Viele davon datieren aus den unterschiedlichen Dynastien der Kaiserzeit. Moderne Gebäude wurden vor allem von den Kommunisten hinzugefügt, so etwa der Sitz des Zentralkomitees der KPCh oder der Staatsrat.
Seit Zhongnanhai wieder Regierungssitz ist, ist es für die Öffentlichkeit ebenso unzugänglich wie einst die Verbotene Stadt in der Qing-Dynastie. Nach der Kulturrevolution ließ man von 1977 bis 1985 in beschränktem Ausmaß Besucher auf das Gelände, wobei Eintrittskarten aber nur über gute Beziehungen zu den Behörden beschafft werden konnten. Im Zuge der Verschärfung der innenpolitischen Lage Ende der 1980er Jahre, die im Tian’anmen-Massaker gipfeln sollte, wurde Zhongnanhai wieder vollständig geschlossen.

## Geschichte
Während der Jin-Dynastie befand sich auf dem Gelände der Taiye-See („See des großen Wassers“), der etwa dem heutigen Bei- und Zhonghai entsprach. An seinem Ufer erhob sich der Daning Gong (der „Palast des Großen Friedens“). In der Yuan-Dynastie wurde der See in die Kaiserstadt integriert, stark erweitert und mit ein wenig Palastarchitektur bebaut.
Nach Verlegung der Hauptstadt von Nanjing nach Peking in der Ming-Dynastie errichtete man den neuen Kaiserpalast etwas südlich von dem der Yuan-Zeit. Dementsprechend wurde auch das Taiye-Gelände nach Süden erweitert und der heutige Nanhai-See angelegt. Die hierbei ausgeschachtete Erde schüttete man nördlich des Kaiserpalastes zum Jingshan, dem „Kohlenhügel“, auf. Die drei Seen wurden nun durch brückenüberspannte Kanäle verbunden und bildeten fortan den kaiserlichen Park.
In der Qing-Dynastie ließ die Regierung den kaiserlichen Park etwas verkleinern. Mehrere Kaiser errichteten an den Seeufern diverse Gebäude und Pavillons und nutzten das Gelände als Sommersitz. Die Kaiserinwitwe Cixi richtete sich sogar dauerhaft dort ein und suchte den eigentlichen Kaiserpalast nur noch zu zeremoniellen Anlässen auf.
Während des Boxeraufstands 1900 besetzte die russische Armee Zhongnanhai und plünderte die Gebäude. Später diente das Gelände dem Führer der Acht-Nationen-Allianz als Hauptquartier. Nach der Kaiserkrönung Puyis wohnte dort vorübergehend sein Vater als Regent. 
Nach dem Sturz der Dynastie 1911 schlug Yuan Shikai, der Präsident der Beiyang-Regierung, im Zhongnanhai sein Hauptquartier auf; es diente ihm als Ersatz für den eigentlich favorisierten, als Wohnsitz Puyis aber weiterhin unzugänglichen Kaiserpalast. Von 1928 bis 1945 stand Zhongnanhai der Öffentlichkeit als Park zur Verfügung. Erst die Regierung der Volksrepublik beanspruchte das repräsentative Gelände wieder für politische Zwecke. Viele bedeutende Politiker hatten in Zhongnanhai auch ihre Privatwohnung.

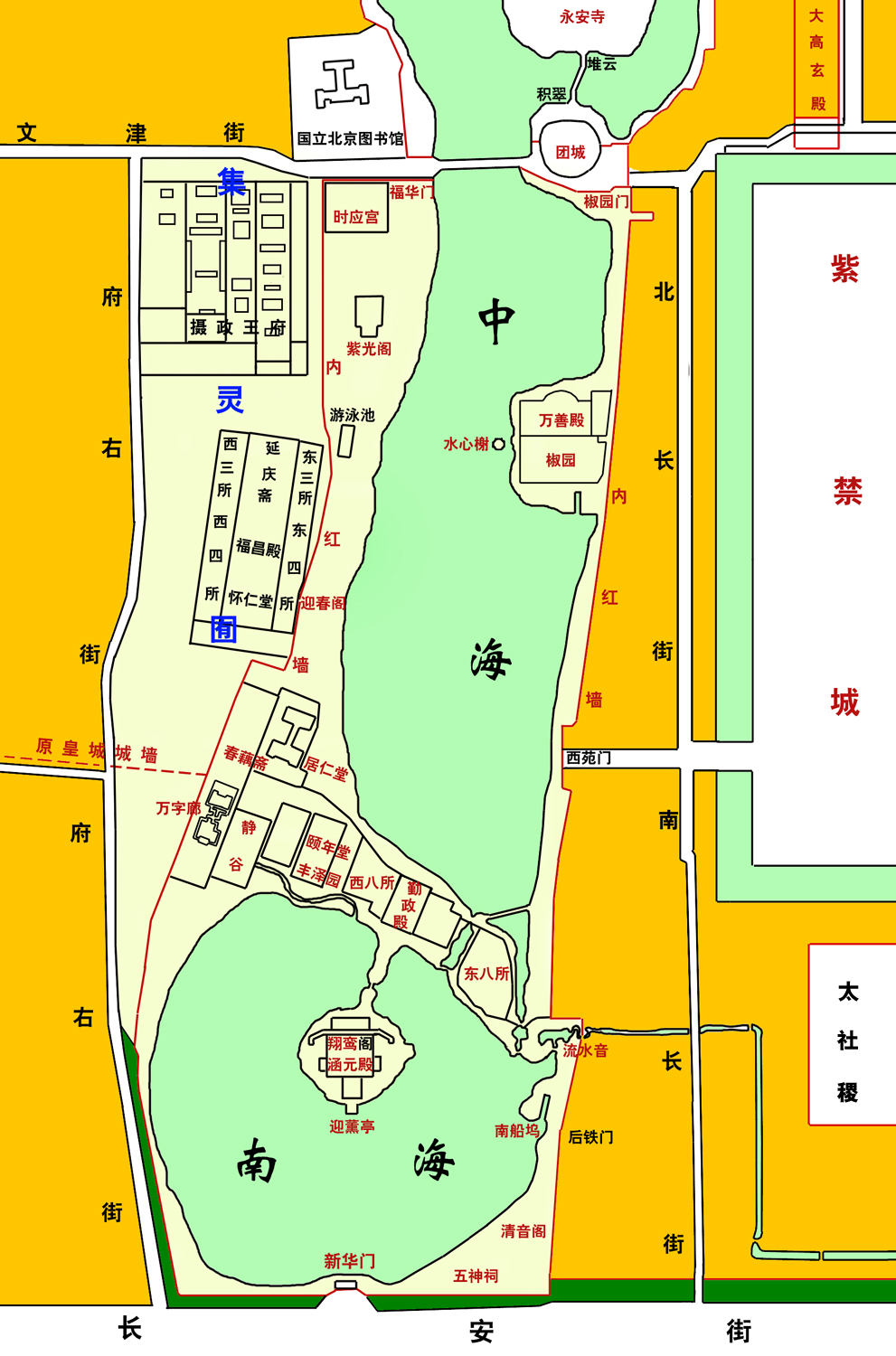
Karte von Zhongnanhai (mit den beiden Seen Zhonghai und Nanhai)

## Politische Bedeutung
In Zhongnanhai schlägt das Herz der Volksrepublik China, es gehört damit zu den größten politischen Machtzentren der Erde. Teilweise wird der Begriff, ähnlich wie der Moskauer Kreml oder das Weiße Haus, als Synonym für die chinesische Regierung, Partei oder Staatsmacht gebraucht. 
Dementsprechend war das Areal auch wiederholt Schauplatz von Demonstrationen und Protestkundgebungen. Am 18. April 1989 etwa veranstalteten demokratisch eingestellte Studenten vor dem Zhongnanhai ein Sit-in und zeigten Tafeln mit Aufschriften wie „Nieder mit der Diktatur“ und „Lang lebe die Demokratie“. Am 20. April löste die Polizei die Versammlung gewaltsam auf. 
Am 19. April 1999 demonstrierten Anhänger der Falun-Gong-Bewegung vor dem Gelände. Dieser Sitzstreik rief die Angst der Regierung vor einem erneuten Tian’anmen-Vorfall hervor und führte anschließend zur massiven Verfolgung der Praktizierenden.

## Denkmal
Zhongnanhai steht seit 2006 auf der Liste der Denkmäler der Volksrepublik China (6-302).